# Aeroportul Internațional Salgado Filho
Aeroportul Internațional Salgado Filho (IATA: POA, ICAO: SBPA) este un aeroport din São João, Porto Alegre⁠(d), Porto Alegre, Rio Grande do Sul, Brazilia ce deservește zona Porto Alegre. Aeroportul a fost tranzitat în 2022 de 6.621.907 pasageri. A fost deschis în 3 iulie 1940 și numit după Salgado Filho⁠(d).
Situat la o altitudine de 4 m, aeroportul dispune de 1 pistă. Este operat de Fraport⁠(d).

## Infrastructură

### Piste
Aeroportul dispune de o singură pistă. Pista 11/29 are suprafața de asfalt și dimensiunile 2.280 m × 45 m. 